# Willian Popp
Willian Popp (sinh ngày 13 tháng 4 năm 1994, ở Joinville) là một cầu thủ bóng đá Brasil thi đấu ở vị trí tiền đạo cho Cảng Thượng Hải.

## Sự nghiệp
Anh gia nhập đội bóng tại K League 2 Busan IPark vào tháng 3 năm 2016.